# Лиутперт
Лиутперт (Liutpert; Liutbert; † 702) е крал на лангобардите от 700 – 701 г.

## Живот
Лиутперт е син на Кунинкперт и Хермелинда (англосаксонка). Той е от баварската династия Агилолфинги.
Когато през 700 г. баща му Кунинкперт умира, Лиутперт е още непълнолетен. Затова Анспранд, бащата на Лиутпранд, води за него регентството. Против него се въздигат други агилолфингери като Рагинперт, херцог на Торино, племенник на Кунинкперт, също и Ротари, херцог на Бергамо.
Рагинперт успява и през 701 г. се коронова за крал. Още същата година умира, синът му Ариперт II го следва на трона и убива през 703 г. потенциалния си съперник Лиутперт.